# Calvarieberg (Veghel)
De calvarieberg is een beeldengroep, een calvarie, op de begraafplaats achter de Sint-Lambertuskerk in de Noord-Brabantse plaats Veghel. De calvarieberg is in 1852 op de begraafplaats geplaatst en in 1873 verplaatst. De heuvel bevat tevens een aantal grafkelders.

## Geschiedenis
De calvarieberg is in 1852 gebouwd door de gebroeders Goossens. In 1873 werd de berg met beeldengroep verplaatst naar de huidige locatie achter aan de begraafplaats. In de grafkelder ligt jhr. Josephus Franciscus de Kuijper. 

## Vormgeving
De heuvel waarop het geheel staat is rond van vorm en begroeid met gras. Op de top staat een gietijzeren kruisbeeld met daarnaast een geknielde Maria Magdalena, een wenende Maria en Johannes de Doper. Deze beelden zijn allemaal van kunststeen. Aan de voorzijde is een halfronde nis, omgeven door een geprofileerde lijst, geplaatst met daarin een geglazuurd terracotta beeldengroep. Op de beelden zijn nog verfresten te zien, het is bekend dat de terracotta beelden gepolychromeerd waren. De groep stelt zielen in het vagevuur voor. Boven de zielen is ook een engel aangebracht. Voor de nis is een smeedijzeren hek aangebracht.
De nis is van het pad afgescheiden door een laat, neogotisch hek met tussen het hek en de nis weer een betegeld veld. Naast het hek stonden de wachters van het Heilig Graf, deze zijn later naar boven verplaatst en staan nu weer aan de uiteinden van de beeldengroep. Uiterst links is het een soldaat met schild en uiterst rechts een mansfiguur. Op het schild van de soldaat de tekst: HET IS EENE HEILIGE EN ZALIGE GEDACHTE VOOR DE OVERLEDENEN TE BIDDEN II MACHAB.
Naast de, tijdelijk, gewijzigde positie van de grafbewakers is ook de lijst om de nis gewijzigd. De lijst bevatte van origine een tekst: ONTFERMT U MIJNER, ONTFERMT U MIJNE, TENMINSTE GIJ MIJNE VRIENDEN. Ten tijde van het schrijven van de redengevende omschrijving was deze tekst niet aanwezig. 
Aan de zijkanten bevinden zich nog twee nissen, deze verschaffen toegang tot de grafkelder. De nissen zijn later dichtgemetseld. Aan een zijde staat een als soldaat geklede Judas Makkabeüs en aan de andere kant de apostel Paulus.

## Trivia
- Een tweede calvarieberg in de gemeente Veghel staat in Erp en is als gemeentelijk monument aangewezen.